# Ilhas dos Santos

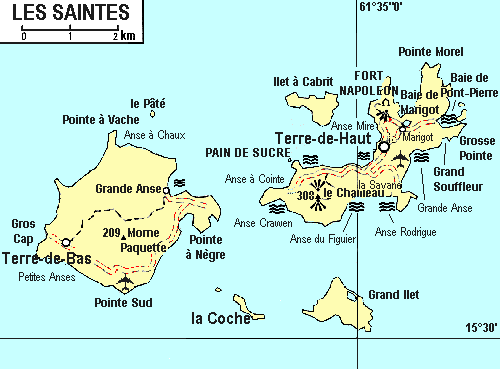
Ilhas dos Santos.

As Ilhas dos Santos (em francês Îles des Saintes) ou também chamadas simplesmente Les Saintes são um grupo de ilhas situadas no mar do Caribe pertencentes ao Departamento de Ultramar francês de Guadalupe, estando localizadas a sudoeste desta última, e pertencem geograficamente às Pequenas Antilhas, ocupando uma área aproximada de 12,8 km² e uma população estimada em 2005 em 3418 habitantes.

## História
As Ilhas receberam o nome de "Ilha dos Santos" (traduzido depois para o francês como "Îles des Saintes") do navegador Cristóvão Colombo já que chegou lá em 1 de novembro de 1493, chegando os primeiros colonizadores franceses em 1648, estes últimos disputaram o controle com os britânicos, estando sob o controle definitivo francês a partir de 1816.

## Administração
Administrativamente as ilhas estão divida em duas comunas: Terre-de-Bas de 6,8 km2 com 1030 habitantes, e Terre-de-Haut de 6,0 km2 com 1838 habitantes.
Assim, elas se beneficia com o status de departamento ultramarino francês e estão integradas no território francês de acordo com o artigo 73 da Constituição francesa.
Administrativamente são uma parte de Guadalupe, as Ilhas dos Santos também fazem parte das regiões ultraperiféricas da União Europeia.